# Brane Mozetič
Brane Mozetič és un traductor i escriptor eslovè. Llicenciat en literatura comparada per la Universitat de Ljubljana, és poeta, escriptor de prosa, traductor, editor i director del Centre de Literatura Eslovena a Ljubljana. Ha publicat les novel·les Angeli (1996) i Zgubljena zgodba (2001), una col·lecció de relats curts i diversos llibres de poesia. Els seus poemes s'han traduït a diversos idiomes, entre ells al castellà i al català: Poemas por los sueños muertos (2004) i He somiat que havies mort (2004). Agent actiu dels moviments socials i líder del moviment gai a Eslovènia, també ha editat una antologia de poesia eròtica de temàtica homosexual del segle xx. Així mateix, ha traduït del francès autors com Amin Maalouf, Michel Foucault, Arthur Rimbaud i Jean Genet.